# Charaphloeus convexulus
Charaphloeus convexulus là một loài bọ cánh cứng trong họ Laemophloeidae. Loài này được LeConte miêu tả khoa học năm 1879.